# Johann Hermann Kufferath
Johann Hermann Kufferath (ur. 12 maja 1797 w Mülheim an der Ruhr, zm. 28 lipca 1864 w Wiesbaden) – niemiecki kompozytor, dyrygent i skrzypek.

## Życiorys
Brat Huberta Ferdinanda i Louisa. Muzyki początkowo uczył się u ojca, później kształcił się w Kassel u Louisa Spohra (skrzypce) i Moritza Hauptmanna (kompozycja). W wieku 15 lat został dyrygentem orkiestr wojskowych w Mülheim an der Ruhr i Mannheimie. Od 1823 roku pełnił funkcję dyrektora muzycznego w Bielefeldzie. W latach 1830–1860 przebywał w Utrechcie, gdzie był dyrektorem Collegium Musicum i prowadził Gesangverein. Pod koniec życia osiadł w Wiesbaden.
Tworzył w stylu wczesnoromantycznym, wykazującym wpływ Webera, Mendelssohna i Spohra. Prowadząc szkołę śpiewu i towarzystwo śpiewacze w Utrechcie propagował muzykę G.F. Händla, J. Haydna, W.A. Mozarta i L. van Beethovena. Komponował uwertury orkiestrowe, utwory na skrzypce i fortepian, kantaty i pieśni chóralne.